# خیزش سوسیالیستی عرب
خیزش سوسیالیستی عرب (عربی: حركة الاشتراكيين العرب‎) حزبی فعال در سوریه بود اما از دهه ۱۹۶۰ رو به زوال رفت و چندین حزب نو از آن زیرشاخه گرفتند.